# Aloe molederana
Aloe molederana ist eine Pflanzenart der Gattung der Aloen in der Unterfamilie der Affodillgewächse (Asphodeloideae). Das Artepitheton molederana verweist auf das Vorkommen der Art auf dem Moledera Hill in Somalia.

## Beschreibung

### Vegetative Merkmale
Aloe molederana wächst stammlos oder kurz stammbildend, ist einfach oder bildet kleine Gruppen. Die 12 bis 16 sichelförmigen Laubblätter bilden eine Rosette. Die glauke Blattspreite ist 25 bis 40 Zentimeter lang und 5,5 bis 9,5 Zentimeter breit. Die Blattoberfläche ist glatt. Zähne am Blattrand werden nicht ausgebildet oder sie sind winzig und nur spärlich vorhanden. Der Blattsaft ist goldgelb.

### Blütenstände und Blüten
Der Blütenstand weist bis zu vier Zweige auf und erreicht eine Länge von 40 bis 70 Zentimeter. Die lockeren, fast zylindrischen Trauben sind bis zu 16 Zentimeter lang. Die eiförmigen oder deltoiden, spitzen Brakteen weisen eine Länge von 7 bis 8 Millimeter auf und sind 3 bis 4 Millimeter breit. Die rosafarbenen, filzigen Blüten stehen an 6 bis 9 Millimeter langen Blütenstielen. Sie sind 24 bis 28 Millimeter lang und an ihrer Basis gerundet. Auf Höhe des Fruchtknotens weisen die Blüten einen Durchmesser von 7 bis 8 Millimeter auf. Darüber sind sie leicht verengt. Ihre äußeren Perigonblätter sind auf einer Länge von 9 Millimetern nicht miteinander verwachsen. Die Staubblätter und der Griffel ragen 3 bis 5 Millimeter aus der Blüte heraus.

## Systematik und Verbreitung
Aloe molederana ist in Somalia auf Kalkstein- und Gipsvorkommen verbreitet.
Die Erstbeschreibung durch John Jacob Lavranos und Hugh Francis Glen wurde 1989 veröffentlicht.

## Nachweise